# Залотуха, Валерий Александрович
Вале́рий Алекса́ндрович Залоту́ха (3 июля 1954, посёлок Шахты 5/15, Узловский район, Тульская область — 9 февраля 2015, Москва) — советский и российский прозаик и кинодраматург.

## Биография
Родился 3 июля 1954 года в посёлке Шахты 5/15 Узловского района Тульской области. Окончил факультет журналистики МГУ (1976) и Высшие курсы сценаристов и режиссёров (1984, сценарная мастерская Семёна Лунгина и Людмилы Голубкиной). С 1976 по 1981 год работал завотделом в наро-фоминской районной газете «Знамя Ильича», в 1981—1982 — внештатный корреспондент «Труда».
Как сценарист дебютировал в 1984 году фильмом «Вера, Надежда, Любовь». Наибольшую известность Залотухе принесли сценарии к картинам «Макаров», «Мусульманин» и «72 метра». За сценарий к «Мусульманину» удостоен премии «Ника». С 1992 года публиковался как прозаик. Отдельно изданы повести «Последний коммунист» (2000, шорт-лист Букеровской премии) и «Великий поход за освобождение Индии» (2006).
В 2014 году увидел свет роман «Свечка», над которым Залотуха работал более 12 лет. В 2015 году роман «Свечка» получил вторую премию «Большая книга», а также третий приз по результату читательского голосования.
Жил в Москве. Умер 9 февраля 2015 года. Похоронен 11 февраля на Троекуровском кладбище.

## Издания
- Последний коммунист / Валерий Залотуха. — М.: Вагриус, 2000. — 478, [1] с.; 22 см. ISBN 5-264-00255-X
- Макаров: повести / Валерий Залотуха. — М.: Текст, 2000. — 315, [2] с.; 21 см. — (Открытая книга: Сер.). ISBN 5-7516-0020-7
- Великий поход за освобождение Индии / Валерий Залотуха. — Москва: Яуза: ЭКСМО, 2006 (М.: Красный пролетарий). — 285, [1] с.: ил.; 21 см. — (Красные звезды. Героико-патриотическая фантастика). ISBN 5-699-14897-3 (В пер.)
- Свечка (роман: в 2 т.) / Валерий Залотуха. — Москва: Время, 2015-. — 21 см. — (Серия «Самое время!»). ISBN 978-5-9691-1279-7
- Отец мой шахтёр Архивная копия от 16 февраля 2017 на Wayback Machine (сборник рассказов и повестей) / Валерий Залотуха. — Москва: Время, 2016. — 862 с. — (Серия «Самое время!»), тираж 3000 экз. ISBN 978-5-9691-1465-4
- Садовник Архивная копия от 28 мая 2018 на Wayback Machine (сборник сценариев) / Валерий Залотуха. — Москва: Время, 2018. — 316 с. — (Серия «Самое время!»), тираж 1500 экз. ISBN 978-5-9691-1619-1

## Фильмография

### Автор сценария
- 2011 — Похищение воробья (в производстве)
- 2007 — Платки
- 2004 — 72 метра
- 1997 — Он не завязывал шнурки (Россия, Польша, США)
- 1995 — Мусульманин
- 1995 — Прибытие поезда (киноальманах)
  - 1995 — Дорога
- 1993 — Макаров
- 1992 — Апноэ (короткометражный)
- 1991 — Сказка о купеческой дочери и таинственном цветке
- 1990 — Рой
- 1990 — Танк «Клим Ворошилов-2»
- 1990 — Это мы, Господи!
- 1988 — Бомж. Без определенного места жительства
- 1988 — После войны — мир
- 1987 — Садовник
- 1986 — Каникулы у моря
- 1984 — Вера. Надежда. Любовь

### Автор сценария и режиссёр
- 2011 — Художник Дмитрий Плавинский
- 2009 — «Садись, детуля, я тебя увековечу…»
- 2007 — «Ребро». Портрет жены художника на фоне эпохи (совместно с Галиной Леонтьевой)
- 2005 — Ангел Русской церкви против отца всех народов
- 1998 — Попы (совместно с Людмилой Улановой)